# В полите на Витоша
„В полите на Витоша“ е първата пиеса, написана от Пейо Яворов.
Сюжетът на пиесата е вдъхновен от ненавременната смърт на Мина Тодорова, в която Яворов е бил влюбен. Макар че пиесата е написана по личните преживявания на поета, в нея присъстват вечните теми за любовта, гордостта, политическите пристрастия и пагубната поквара на властта.
В центъра на пиесата са двама млади и тяхната невъзможна и обречена любов, която води до трагедия, подобна на тази на Ромео и Жулиета.

## Персонажи
Христо Христофоров – с прототип самия Пейо Яворов – Либерал. Олицетворява чистия идеализъм, нравственост, безкористен патриотизъм и принципност.
Мила Драгоданова – с прототип Мина Тодорова – Най-плътният и интересен образ в пиесата. В първото и второто действие се разкрива образа ѝ и се очертават измеренията на конфликта ѝ със семейството. Умно и мило момиче.
Стефан Драгоданоглу – с прототип П. Ю. Тодоров – Брат на Мила – Чрез поведението му са експлицирани най-типичните негативни на българското общество – ограниченост и консервативност, безскрупулност и користолюбие. Макар че поводът за конфликта между двата е „неприемливата“ любов на Мила и Христо, истинската причина за откритата омраза на Стефан Драгоданоглу е, че политическият му опонент въпреки загубата е запазил уважението на света и своята човешка нравственост, че носи вътрешна сила, с която той не може да се пребори и пред която изпитва респект.
Елисавета Драгоданоглу – съпруга на Стефан – Не е особена ролята и на Елисавета, с нейната женска завист, която не желае в семейството физиономичен човек, ярка личност като Христофоров, надвишаващ по качества мъжа ѝ.
Д-р Васко Чипиловски – кандидат за ръката на Мила – Материално обезпечена безлична фигура, образ със служебна функция в драмата
Чудомир – братовчед на Мила и приятел на Христофоров – Ярък характер, носител на драматически заряд и човешка воля за постигане на справедливостта. Той прозира безличния кандидат за ръката на Мила и работи в полза на любовта ѝ с Христофоров, независимо от неприятностите, които му навлича това.
Амелия М. Петрович (Амеле) – Съпруга на Марко Петрович – Особена е функцията на французойката Амеле в драмата. Тя живее от 12 година в България и има възможност да прецени различията между българските и европейските нрави.

## Премиера
С премиерата на „В полите на Витоша“ се открива сезон 1911/1912 г. в Народен театър „Иван Вазов“. Режисьор на пиесата е Павел П. Ивановски, в ролята на Христофоров играе Васил Кирков, а в ролята на Мила – Адриана Будевска. Първите 9 представления са посетени от общо 8600 души.